# Comunidad del Sur
La Comunidad del Sur (i.e., en français : Communauté du Sud) est un collectif et une éco-communauté anarchiste, féministe et écologiste uruguayenne. Fondé en 1955 par des étudiants et artistes uruguayens souhaitant vivre selon des principes anarchistes, le collectif s'installe en banlieue de Montevideo. À la suite du coup d'État militaire de 1973 et la répression étatique très importante sur ses membres, la communauté s'exile au Pérou puis en Suède, où elle fonde sa maison d'édition, Nordan, et ses ateliers graphiques, Tryckop. Le collectif revient s'installer en Uruguay après la fin de la dictature, sous la forme d'une éco-communauté.
La Comunidad del Sur et les orientations politiques prises par ses membres depuis les années 1960 sont relativement importantes pour l'évolution et la vie politique uruguayenne sur des sujets comme le féminisme, relatifs au genre, ou à l'écologie politique. Les archives de la communauté sont remarquées comme intéressantes pour étudier les mouvements sociaux sud-américains depuis les années 1960.

## Histoire

### Fondation et premières années
La communauté est fondée dans un contexte insurrectionnel en Uruguay comme une expérience anarchiste dans le quartier sud de Montevideo le 20 août 1955,,. La majorité des participants à l'expérience sont des étudiants opposés au système en place, beaucoup d'entre eux sont artistes et expriment la nécessité de partager et de vivre en communauté. Certains membres de la communauté sont à l'origine de la fondation de la Fédération anarchiste uruguayenne (FAU) l'année suivante, en 1956,. En 1964, elle se déplace à Malvín Norte (es), un quartier de la capitale uruguayenne,. 

Pendant cette période, les anarchistes rejoignant la communauté sont généralement des personnes d'une vingtaine d'années issues des mouvements ouvrier, syndical ou estudiantin uruguayens. On trouve aussi des couples, ou des personnes en voie d'avoir des enfants. En rejoignant la communauté, les biens de chaque personne sont mis en commun avec le groupe, les tâches mises en place équitablement et quelques profits distribués aux membres en fonction de s'ils ont des enfants à charge, entre autres. L'historienne Maite Iglesias donne le texte suivant, qui synthétiserait alors la pensée du groupe, et qui est adopté par celui-ci en 1968 :
Dans la communauté, le socialisme s'exprime dans la propriété en commun, dans la production, dans la consommation, dans l'éducation des enfants. La consommation est basée sur la prévision des besoins. La communauté fournit des aliments, des vêtements, le nettoyage, la santé, les loisirs, etc. En agissant ainsi, la communauté libère la famille de la préoccupation de sa subsistance, «à chacun selon ses besoins» bien sûr selon les possibilités de la communauté ; elle élimine la concurrence pour les choses matérielles, le niveau de vie est unique pour tous les membres ; elle met fin à la dépendance de la femme envers l'homme, de l'enfant envers les parents, et réalise une relation humaine directe entre personnes égales.
Dès la fin des années 1960, la répression s'accentue sur les anarchistes en Uruguay,. De plus, la communauté suit diverses évolutions et voit surgit des questionnements nouveaux à cette période.  

### Exil
Elle doit s'exiler après le coup d'état militaire en 1973, la situation devenant alors extrêmement compliquée pour les anarchistes du groupe face à la répression étatique. Entre 1975 et 1977, une partie des membres parvient à quitter le pays et à rejoindre la Suède après être rapidement passés au Pérou. Ce déplacement en Europe les met en contact avec les mouvements féministe et écologique d'exilés latino-américains, et leurs orientations politiques en sont influencées. La Comunidad del Sur fonde, pendant son exil, leur maison d'édition, Nordan, et les ateliers graphiques Tryckop.

### Retour
À la suite de la chute de la dictature et au retour de la démocratie libérale, la Comunidad revient à Montevideo et y forme un projet d'éco-communauté, où les archives de la communauté sont installées. Ces orientations écologistes se renforcent depuis cette période et deviennent un des points notables de la Comunidad.

## Postérité

### Influences idéologiques et pratiques

#### Critiques et relectures de l'amour libre et idée de 'communalisation des enfances'
Peu après 1968, un sujet de contentieux oppose les membres sur la question de l'amour libre, c'est-à-dire le rejet du mariage et le soutien envers des unions entre individus libres. Si, en théorie, les anarchistes souscrivent à ce principe - en pratique, les anarchistes se trouvent alors souvent dans des relations monogamiques traditionnelles qui ressemblent à un mariage et placent les femmes dans des situations d'infériorité similaires à celles des non-anarchistes. Cette situation est largement remise en question à cette période par une génération de militants plus jeunes, qui critiquent les choix communautaires pour leur manière de représenter un couple monogamique hétérosexuel comme la norme à suivre. La Comunidad est aussi critiquée par ces membres pour sa propension à choisir le modèle du couple, de manière générale, comme un modèle plus souhaitable que l'absence de couple, de sexualité ou encore des relations avec plusieurs partenaires. 
Elle prend alors, au contact et en réfléchissant à ces questions, une direction féministe importante qui impacte la société uruguayenne. Une des idées notables que développe le groupe est alors l'idée d'une « communisation » des enfances ; où toute la communauté prendrait en charge l'éducation et les soins parentaux des enfants. L'historienne Maite Iglesias Schol, qui consacre plusieurs travaux à la Comunidad, synthétise ses apports idéologiques et pratiques sur ces sujets de la sorte : 

« Comme cela se produit à la fin du XIXe siècle, on peut soutenir que dans l'Uruguay des années soixante, c'est à un secteur de l'anarchisme qu'il revient de soulever les débats les plus radicaux sur la politicité du genre, la sexualité et la famille. Ce défi est au cœur de la proposition de transformation radicale des mœurs de la Comunidad del Sur, dans le cadre d'autres transformations qui affectent le travail, la production, la consommation, le temps libre et l'éducation, et qui prétend à un changement « par le bas » du système social, économique et politique, dans un sens socialiste libertaire. »

### Écologie politique
À partir de son évolution en éco-communauté, le groupe anarchiste intègre l'écologie politique comme principe fondamental de leur organisation. Les réflexions de la Comunidad, influencée par exemple par Murray Bookchin, se tournent vers l'écologie sociale comme moyen de transformer profondément l'humanité. Les pratiques autogestionnaires de la Comunidad réflètent cela, le travail y est rotatif, les ressources sont autogérées, la production agro-écologique faite sans produits chimiques. La situation de la communauté, entre l'espace urbain et rural, les pousse à intégrer cette pensée dans un espace en jonction entre deux espaces de vie différents.

### Art et expositions
En 2022, Laura Prieto, membre de la communauté, participe à un podcast organisé par le Musée de la solidarité Salvador Allende (en) au Chili, sur certaines de leurs productions artistiques. Le musée met en ligne un certain nombre d'entre elles.

## Productions et publications

### Matériel éditorial et de propagande
La Comunidad dispose d'une maison d'édition, Nordan, et d'ateliers graphiques Tryckop, deux coopératives anarchistes qui distribuent et publient des documents en relation avec les combats politiques de la Comunidad et de l'anarchisme.

### Archives
Les archives rendues disponibles par le groupe sont relativement importantes pour l'étude des mouvements sociaux en Amérique du Sud depuis la Seconde Guerre mondiale.